# Alfa Romeo Giulietta (1954)
Pour les articles homonymes, voir Alfa Romeo Giulietta.
 (septembre 2021).
Si vous disposez d'ouvrages ou d'articles de référence ou si vous connaissez des sites web de qualité traitant du thème abordé ici, merci de compléter l'article en donnant les références utiles à sa vérifiabilité et en les liant à la section « Notes et références ».
Les Alfa Romeo Giulietta, comme leur remplaçante Giulia, sont des automobiles qui sont souvent considérées comme la quintessence d'une belle mécanique et d'un style classique purement italien.
Elles sont conçues autour d'un moteur d'abord de 1,3 puis 1,6 litre avec bloc, culasse et carter en aluminium à double arbre à cames en tête et chambres de combustion hémisphériques tournant jusqu'à 7 000 tr/min.
La série Giulietta berline et Coupé Sprint sera produite de 1955 à 1964. Elle a ensuite été remplacée par la très moderne et carrée (mais aérodynamique) Alfa Romeo Giulia.
La Giulietta SZ (Sprint Zagato) avec un moteur porté à 100 ch, raccourcie et allégée à 750 kg, pouvait atteindre les 215 km/h.
Les voitures de la seconde série furent les premières au monde à avoir une boîte à cinq rapports de série.
L'Alfa Romeo Giulietta Sprint est « désirable » à plus d'un titre.
Elle représente l'archétype de la voiture de sport italienne des années 1950 avec un design très réussi et un moteur de feu. Aujourd'hui, du fait de sa rareté et de son histoire, elle est devenue un jalon essentiel des coupés milanais que tout amateur éclairé et averti se doit de posséder dans sa collection personnelle.
Ce coupé Giulietta Sprint est actuellement admis dans toutes les manifestations et peut même participer à certaines épreuves de régularité ou de courses anciennes.

## Chronologie
- 1952 : Alfa Romeo démarre l'étude d'une voiture moyenne.
- 1954 : Au salon de Turin, présentation du coupé Alfa Romeo Giulietta Sprint - type 750 B - berlinette 2 places avec hayon arrière à ouverture latérale, carrosserie monocoque en acier, moteur quatre cylindres en ligne.
- 1955 : Présentation de l'Alfa Romeo Giulietta Spider.
- 1956 : Commercialisation de la version Giulietta Sprint Veloce - type 750 E - 2 carburateurs Weber DC03, 80 ch à 6 500 tr/min et 180 km/h.
- 1958 : Montage d'une nouvelle boîte de vitesses à synchros Porsche. Présentation de la Giulietta SS (carrosserie Bertone sur dessin de Scaglione) : 100 ch, 200 km/h et BV5.
- 1959 : Petites modifications sur la gamme avec nouvelle série type 101 : calandre scudetto redessinée, feux modifiés, clignotants latéraux, nouvelle décoration intérieure, etc. La puissance de la Giulietta Sprint passe à 80 ch et la Sprint Veloce à 90 ch.
- 1960 : Commercialisation du coupé Alfa Romeo Giulietta SZ (Sport Zagato) dessinée par le carrossier Zagato à la carrosserie légère.
- 1962 : Lancement de la berline Alfa Romeo Giulia. Les Giulietta Sprint et Spider changent de nom et leur ligne est modernisée. Elles adoptent la mécanique 1,6 litre de 92 ch, BV5 des Giulia.
- 1963 : Lancement du coupé Alfa Romeo Giulia Sprint GT coupé signé Bertone, la Giulietta SS devient Giulia SS avec 112 ch et 195 km/h.
- 1964 : Pour le marché italien, introduction de l'Alfa Romeo Giulia Sprint 1300 avec freins à disques AV de série.
- 1965 : Arrêt des Alfa Romeo Giulietta Sprint et des Alfa Romeo Giulietta berline TI.

## Chiffres de production Alfa Romeo Giulietta
- Giulietta Sprint : 24 084 exemplaires
- Giulietta Sprint Veloce : 3 058 exemplaires
- Giulia Sprint : 7 107 exemplaires
- Giulietta SS : 1 366 exemplaires
- Giulietta SZ : 210 exemplaires
- Giulia SS : 1 400 exemplaires

Total versions Sprint : 35 808 exemplaires
Total versions Berlines : 128 913 exemplaires
Total versions Spider : 17 096 exemplaires dont 2 796 pour la version Veloce.
Note : les chiffres de production sont tirés du livre de Luigi Fusi Tutte le Vetture Alfa Romeo dal 1910 al 1972.
| Année                                  | 1954 | 1955 | 1956 | 1957  | 1958  | 1959  | 1960  | 1961  | 1962  | 1963  | 1964 | 1965 | total  |
| -------------------------------------- | ---- | ---- | ---- | ----- | ----- | ----- | ----- | ----- | ----- | ----- | ---- | ---- | ------ |
| Alfa Romeo Giulietta Sprint            | 12   | 1415 | 1855 | 2115  | 1504  | 3606  | 5558  | 4962  | 1157  | 289   | 1282 | 329  | 24084  |
| Alfa Romeo Giulietta Sprint Veloce     | 0    | 0    | 252  | 458   | 401   | 363   | 539   | 884   | 261   | 0     | 0    | 0    | 3158   |
| Alfa Romeo Giulietta Sprint Speziale   | 0    | 0    | 0    | 5     | 11    | 195   | 200   | 742   | 213   | 0     | 0    | 0    | 1366   |
| Alfa Romeo Giulietta Berlina           | 0    | 1430 | 6348 | 8939  | 5773  | 4357  | 5114  | 5292  | 1474  | 330   | 0    | 0    | 39057  |
| Alfa Romeo Giulietta Spider            | 0    | 1    | 1007 | 2048  | 1552  | 1773  | 3893  | 2744  | 1182  | 0     | 0    | 0    | 14200  |
| Alfa Romeo Giulietta Spider Veloce     | 0    | 0    | 18   | 32    | 835   | 368   | 1203  | 270   | 70    | 0     | 0    | 0    | 2796   |
| Alfa Romeo Giulietta Promiscua         | 0    | 0    | 0    | 1     | 0     | 71    | 19    | 0     | 0     | 0     | 0    | 0    | 91     |
| Alfa Romeo Giulietta T.I.              | 0    | 0    | 0    | 1268  | 9948  | 10599 | 16589 | 19855 | 14740 | 11164 | 5244 | 1    | 89408  |
| Alfa Romeo Giulietta SZ                | 0    | 0    | 0    | 1     | 0     | 0     | 61    | 112   | 36    | 0     | 0    | 0    | 210    |
| Alfa Romeo Giulietta T.I. Guida Destra | 0    | 0    | 0    | o     | 0     | 0     | 430   | 210   | 138   | 2     | 0    | 0    | 780    |
| Alfa Romeo Giulietta T.I. (CKD)        | 0    | 0    | 0    | o     | 0     | 0     | 0     | 640   | 1567  | 333   | 0    | 0    | 2540   |
| total                                  | 12   | 2846 | 9480 | 14867 | 20024 | 21332 | 33606 | 35711 | 20838 | 12118 | 6526 | 330  | 177690 |

### Production à l'étranger
Si l'on excepte les modèles du constructeur brésilien, filiale d'Alfa Romeo, F.N.M., l'Alfa Romeo Giulietta fut la première voiture du constructeur milanais à être assemblée à l'étranger à partir de kits en CKD dans l'usine Car Distributors Assembly (CDA) d'Alfa Romeo South Africa implantée à East London.
Après avoir exporté dans ce pays, comme cela était le cas depuis la création de la marque, quelques exemplaires complets, soumis aux importants droits de douane de l'époque, à partir de 1960, le volume des ventes devenant conséquent, la direction du constructeur italien décida de faire assembler localement une première série de Giulietta TI en 1962. Le code VIN porte les numéros ZAR 101.09 et ZAR 101.29. Au total, selon les sources, plus de 19 000 exemplaires y ont été assemblés jusqu'en 1964 qui sera remplacée par la nouvelle Giulia.
À la suite des sanctions liées à la politique d'apartheid du pays, l'usine a dû fermer en décembre 1984.

## Palmarès

### Titres

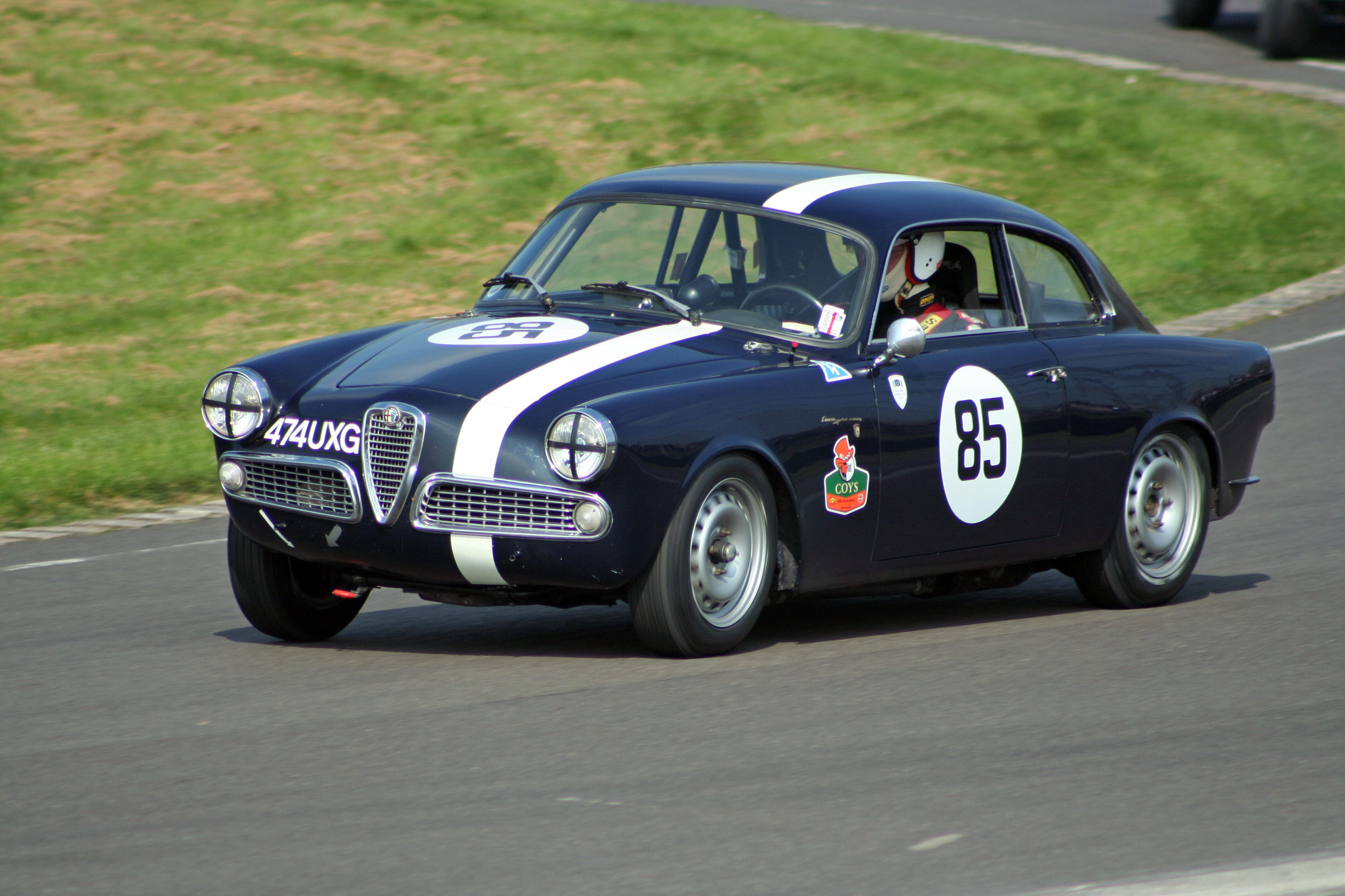
Alfa Romeo Giulietta Sprint sur circuit…

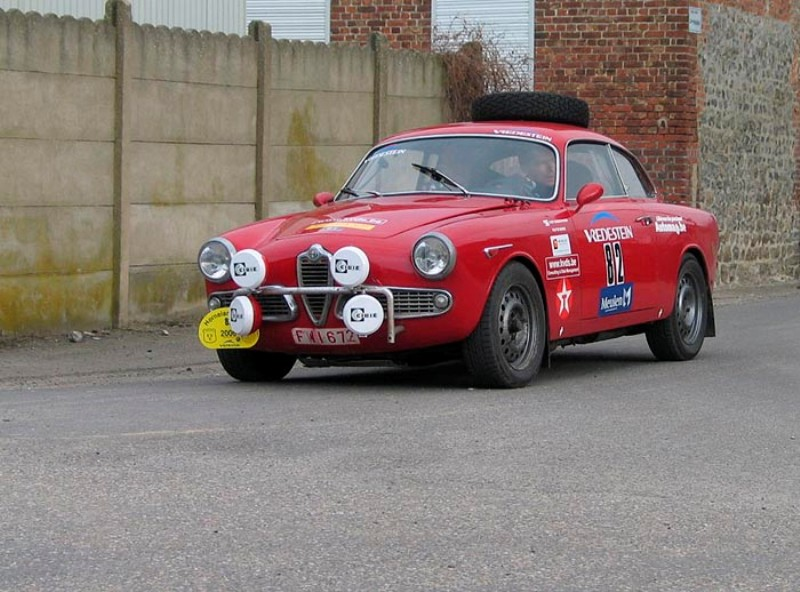
…et version rallye.

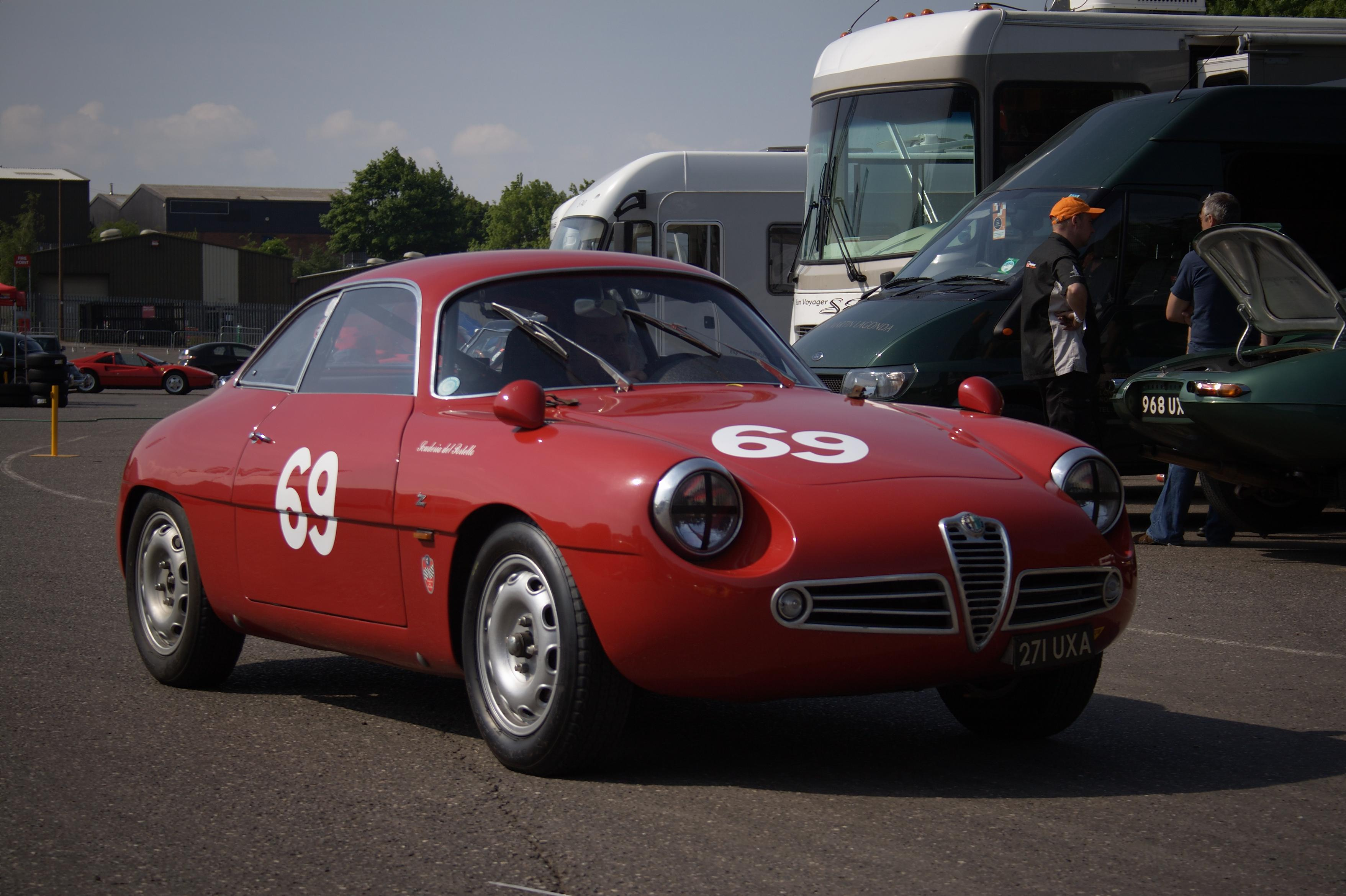
La SZ Sprint Zagato.

- Championnat d'Allemagne Grand Tourisme des circuits 1957 (Eberhard Mahle).
- SCCA National Sports Car Championship (classe G Production - 5) 1957 (Templeton Briggs), 1958 (Bob Grossman, victoires absolues National à Bridgehampton 1958 et Cumberland 1959), 1959 (Chuck Stoddard), 1961 (Al Weaver), et 1962 (Lynn Blanchard).
- Championnat d'Europe des rallyes 1959 (Paul Coltelloni, et Citroën ID 19; vice-champion Bernard Consten, aussi sur Giulietta).
- Championnat de France des rallyes (Tourisme) 1958 (Bernard Consten), 1959 (Henri Oreiller) et 1960 (Roger de Lageneste).
- Championnat d'Italie des rallyes 1962 et 1963 (Arnaldo Cavallari).
- Championnat du monde des voitures de sport Catégorie GT - Division II 1962 et 1963.
- SCCA National Sports Car Championship (classe F Production) 1963 (Robert Shaw).

### Victoires (françaises)
- Tour de France automobile (Tourisme) 1957 et 1958 (Jean Hébert).
- Rallye de Lorraine-Alsace 1957 et 1959 (Bernard Consten).
- Tour de Corse 1957 (Michel Nicol).
- Liège-Rome-Liège 1958 (Jean Hébert et Bernard Consten).
- Rallye d'Allemagne 1958 (Bernard Consten).
- Coupe des Alpes (Tourisme) 1958 (Bernard Consten), et  (Grand Tourisme) 1960 (Roger de Lageneste) et 1963 (Jean Rolland).
- Rallye Lyon-Charbonnières 1958 (Robert Gentilini), 1959 (Bernard Consten) et 1961 (Henri Oreiller).
- Rallye des 10 cols 1958 (Robert Gentilini).
- Coupe des Dames du Rallye Monte-Carlo 1958 (Madeleine Blanchoud/Renée Wagner).
- Rallye Mont-Blanc Iseran 1959 (Bernard Consten).
- Critérium des Cévennes 1959 et 1962 (Jean Rolland).
- Ronde Cévenole 1959 (Jean Rolland).
- Rallye Grasse-Alpin 1960 (Fernand Masoero) et 1961 (Jean Rolland).
- Rallye de Genève 1960 (Roger de Lageneste).
- Rallye Pétrole-Provence 1960 (Roger de Lageneste).
- Rallye du Limousin 1960 (René Trautmann).
- Critérium Alpin 1961 (Jean Rolland).
- Rallye du Var 1961 (Jean Rolland).
- Rallye de l'Armagnac 1961 (Henri Oreiller).
- Critérium Jean Behra 1963 et 1966 (Jean Rolland).
- Rallye du Forez 1964 et 1965 (Fernand Masoero).

### Autres victoires notables
- Rallye de Genève 1957 (Massimo Leto di Priolo).
- Rallye de Madère 1961 (António Peixinho).
- Rallye de Toscane en 1960 (Piero Frescobaldi).

Note : malgré leur faible cylindrée, en versions 1.3 (10e en 1962) et 1.6 ( 13e et 15e en 1964), les Giulietta firent figure honorable aux 24 Heures du Mans grâce à la Scuderia St. Ambroeus au début des années 1960.

## Dans la culture populaire

### Cinéma
L'Alfa Romeo Giulietta Sprint est l'élément essentiel du film Les Choses de la vie de Claude Sautet sorti en 1970.

Plusieurs exemplaires furent utilisés et détruits lors du tournage de la longue séquence de l'accident, coordonnée par le cascadeur Gérard Streiff.
Une Alfa Romeo Giulietta Spider apparait dans le clip d'animation On Your Mark réalisé en 1995 par Hayao Miyazaki.